# Adolf Brand
Adolf Brand (Berlino, 14 novembre 1874 – Berlino, 2 febbraio 1945) è stato un giornalista, insegnante e scrittore tedesco, il cui pensiero si rifà in parte all'Anarco-individualismo. È stato tra i pionieri dell'attivismo a favore dell'accettazione della bisessualità e dell'omosessualità nella società occidentale contemporanea.
Divenne insegnante di scuola per un breve periodo di tempo prima di fondare una piccola casa editrice, attraverso la quale nel 1896 riuscì a far pubblicare il primo periodico rivolto ad un pubblico espressamente omosessuale della storia, Der Eigene ("Lo speciale" o "L'Unico"), che continuò ad essere stampato ininterrottamente fino al 1931. Il nome della rivista deriva direttamente dall'opera del filosofo individualista anarchico Max Stirner e cantore dell'Egoismo assoluto L'Unico e la sua proprietà (1845), che aveva avuto un grosso influsso sul giovane Brand, e fa riferimento al concetto stirneriano di "possesso di se stesso" dell'individuo.
Brand fu un militante radicale e i suoi scritti sono spesso reclamati dalla corrente che si rifà ad un certo romanticismo anarchico (che però evita di citarne le teorie razziali, nonché fortemente elitarie e nazionalistiche).

## Biografia

### Der Eigene

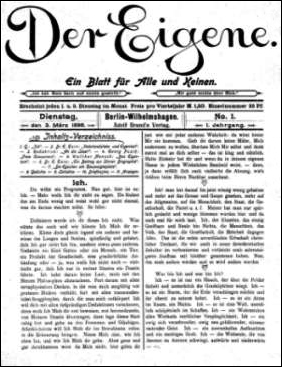
Der Eigene, numero 1: il primo periodico omosessuale della storia (1896)

Der Eigene si focalizzava principalmente su materiale culturale e accademico e si stima che possa avere avuto una media di circa 1500 abbonati per numero per tutta la sua esistenza, per quanto i numeri esatti non siano noti.
I collaboratori comprendevano Erich Mühsam, Kurt Hiller, John Henry Mackay (con lo pseudonimo di "Sagitta") e gli artisti Wilhelm von Gloeden (il fotografo di ragazzi siciliani nudi), Fidus (pseudonimo usato dall'illustratore, pittore ed editore Hugo Reinhold Karl Johann Hoppener) e Sascha Schneider, oltre a molti contributi del fondatore stesso sia in forma di poesia che di articoli informativi e di divulgazione.
Gli scritti di Brand, insieme a quelli degli altri collaboratori di "Der Eigene", erano nello specifico finalizzati ad una rinascita del concetto di pederastia greca antica, da assumere come modello culturale anche per l'omosessualità moderna. Brand produsse e pubblicò nel corso degli anni anche molte foto di nudo maschile, che presentò come "studi antropologici" sulla bellezza intrinseca della razza tedesca.
Tra il 1899 e il 1900 si spese per far pubblicare l'autorevole antologia di poesia omoerotica Lieblingminne und Freundesliebe in der Weltliteratur compilata dal pittore e poeta estone Elisar von Kupffer (alias "Elisarion"). Nello stesso 1899 era stato intanto condannato per la prima volta ad un anno di prigione per aver colpito pubblicamente con un frustino Ernst Lieber, un deputato del Reichstag ed esponente del Partito di Centro Tedesco d'ispirazione cattolica.
Brand venne inoltre condannato a due mesi di prigione, apparentemente per aver permesso la pubblicazione di "scritti osceni" su Der Eigene, in base al famoso Paragrafo 175 del codice penale tedesco. La rivista aveva anche una pubblicazione parallela come Eros, che distribuiva foto-cartolina da conservare nel portafogli, di bei giovani nudi.

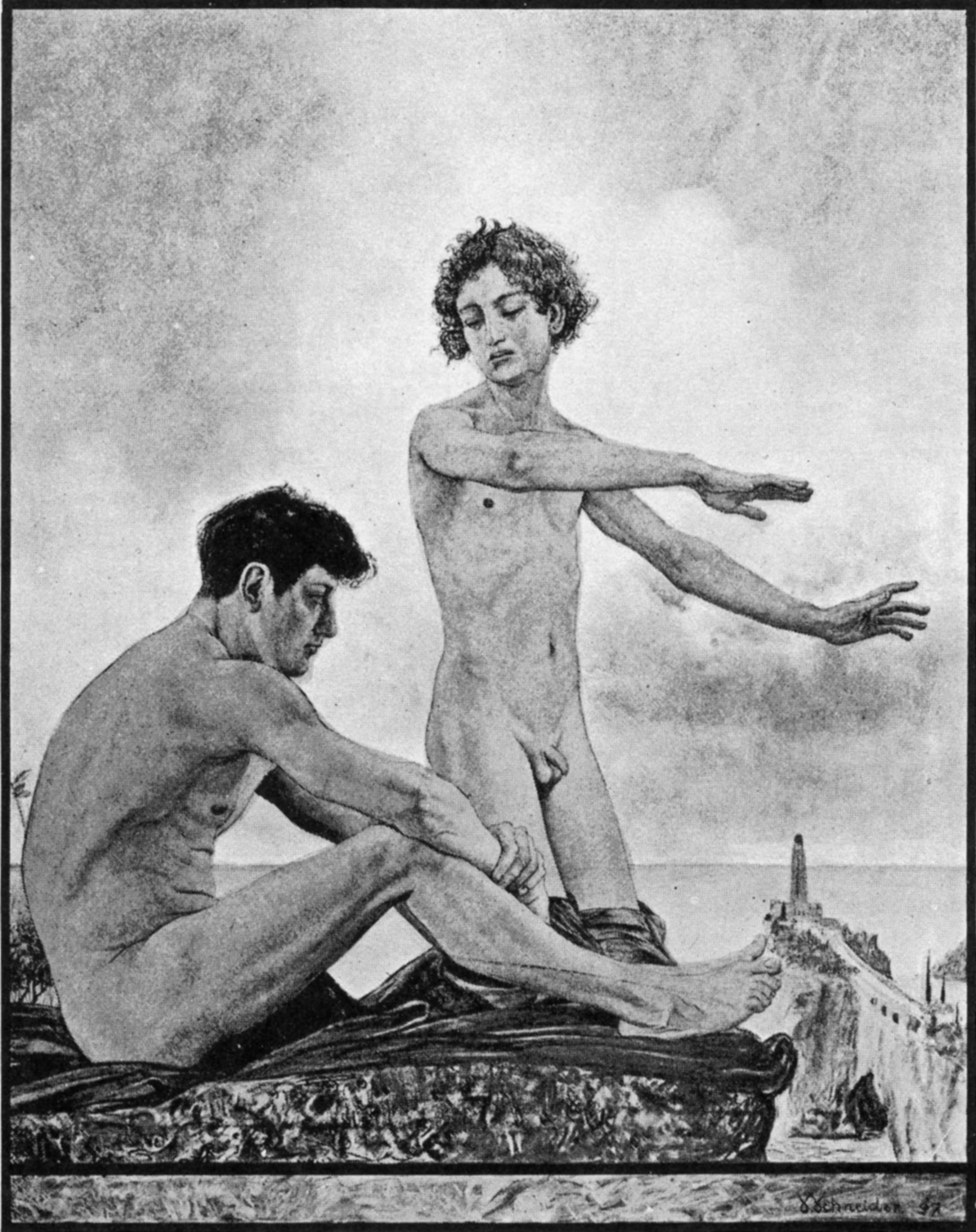
Illustrazione di Sascha Schneider per Der Eigene.

### IlGemeinschaft der Eigenen
Brand è coinvolto inizialmente nel Wissenschaftlich-humanitäres Komitee ("Comitato Scientifico-Umanitario" WHK) creato dal sessuologo socialista di origini ebraiche Magnus Hirschfeld nel 1897, la prima organizzazione pubblica per i diritti degli omosessuali; questo fino al 1903 quando, a causa di forti divergenze interne - una visione radicalmente differente dell'omosessualità - operò una scissione portando alla formazione dell'organizzazione denominata "Gemeinschaft der Eigenen" assieme allo scienziato di estrema destra Benedict Friedlaender in qualità di principale teorico, e con la collaborazione di Wilhelm Jansen, membro del movimento giovanile nazionalista dei Wandervogel (gli "Uccelli migratori o vagabondi").

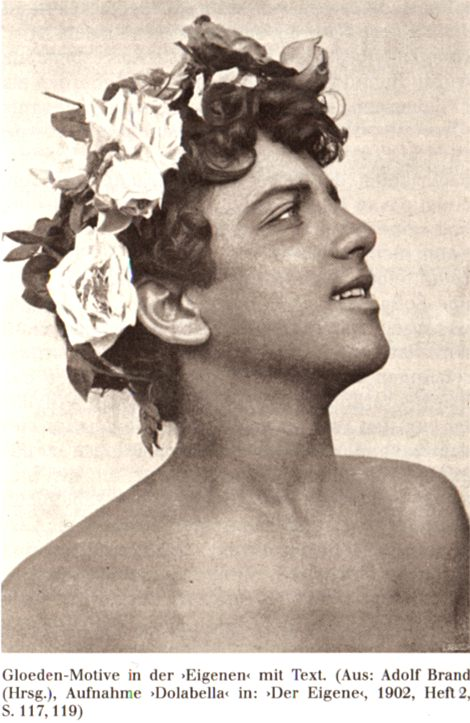
Una delle foto del barone Wilhelm von Gloeden pubblicate su Der Eigene.

Per questo nuovo gruppo, l'amore maschio-maschio, ed in particolare quello caratteristico di un uomo più anziano per uno più giovane, era visto e propagato molto semplicemente come uno degli aspetti fondanti ed essenziali della stessa idea di virilità e che poteva pertanto essere accettabile e a disposizione di tutti gli uomini (di cui qualunque maschio aveva facoltà di godere); nel contempo venivano in toto respinte le variegate teorie mediche del tempo, in primis quella propugnata dal dottor Hirschfeld, che aveva trovato una qual sorta di identificazione dell'uomo gay come un certo tipo particolare di persona, il cosiddetto "sesso intermedio" (Terzo sesso o terzo genere).
Magnus Hirschfeld sosteneva difatti che l'omosessualità fosse una condizione personale tale da rendere gli individui "diversi dagli altri", se non addirittura basata su condizioni fisiche (vedi Uranismo) e che potevano quindi far parlare, in senso fisiologico, di un vero e proprio "terzo sesso". Brand criticò aspramente Hirschfeld a tal riguardo, non astenendosi neppure dallo schernirlo per la sua effeminatezza, oltre che per le sue origini ebraiche, dimostrando un atteggiamento razzista.
Oltre che per questo Brand è stato criticato anche per il fatto che, per quanto fosse antinazista, egli fu sostenitore dello stesso tipo di nazionalismo virilista sostenuto anche dal nazionalsocialismo. Infine, il suo convincimento dell'incapacità delle donne di assumere ruoli di comando nella società rivela un lato misogino.
La nuova organizzazione fu così una specie di movimento scout di ricerca che faceva suo il credo guerriero e l'eroismo virile dei guerrieri dell'antica Sparta e dava voce agli ideali di pederastia (o omosessualità iper-virile) della Antica Grecia, oltre che alle idee di pedagogiche di "Eros greco antico" che rimandavano a Gustav Wyneken . L'associazione proponeva agli iscritti escursioni di campeggio e trekking, ed occasionalmente praticava il nudismo come parte della Nacktkultur (cultura del nudismo), allora già presente e molto in voga in Germania. Nel 1920 quest'ultimo si sarebbe sviluppato nel Freikörperkultur sotto Adolf Koch.
Il Gemeinschaft der Eigenen fu simile ad altri gruppi eminentemente maschili del tempo, come ad esempio il succitato movimento giovanile dei Wandervogel, che propagava idee di liberazione dalla società opprimente ed un ritorno alla natura. Wilhelm Jansen, cofondatore del Gemeinschaft fu in effetti anche uno dei principali sostenitori finanziari del Wandervogel e ricoprì diverse cariche direttive in seno ad esso, divenendone presto uno dei suoi leader principali.
Oltre a ciò gli scritti e le teorie dell'"anarchico romantico" John Henry Mackay ebbero una significativa influenza sul Gemeinschaft der Eigenen, almeno a partire dal 1906 in poi. Mackay viveva allora a Berlino già da un decennio ed era diventato amico di Friedlaender, anche se Mackay non condivideva l'avida preferenza del Gemeinschaft der Eigenen per l'omosocialità. Friedlaender da parte sua, di idee decisamente di destra, non condivideva molto le inclinazioni anarchiche di Brand e Mackay, preferendo invece porre l'attenzione e la riflessione più sui "diritti naturali" e la riforma agraria, temi in quel momento attuali in Germania.

### Un precursore dell'outing
Brand sostenne la rivelazione pubblica dell'omosessualità di uomini famosi (outing), molto prima che venisse coniato il termine stesso. Nel 1904 pubblicò articoli di stampa che riportavano che Friedrich Dasbach, uno dei delegati del partito centrista nonché prete cattolico, frequentava abitualmente ragazzi dediti alla prostituzione maschile; Dasbach minacciò pertanto di citare in giudizio per diffamazione l'autore, ma raggiunsero in tempo un accordo extra-giudiziale.
Quando nel 1907, durante l'acme dello scandalo Harden-Eulenburg, sostenne per iscritto che il principe Bernhard von Bülow (allora cancelliere del Reich) era omosessuale, venne citato per diffamazione e condannato a diciotto mesi di prigione. In una successiva giustificazione dell'outing, Brand dichiarò: Quando qualcuno... aspira a impostare nel modo più dannoso gli intimi contatti amorosi degli altri... in quel momento la sua stessa vita amorosa cessa di essere un fatto privato.

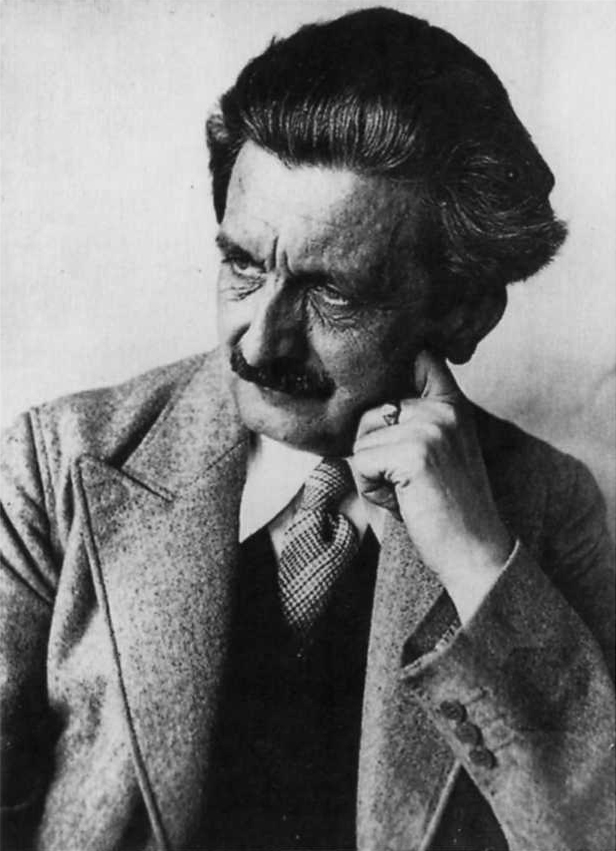
Brand nel 1930 circa.

### Gli ultimi anni
Per tutta la durata della prima guerra mondiale il Gemeinschaft der Eigenen ridusse al minimo le sue attività. Brand stesso fu arruolato per due anni nell'esercito tedesco, e qui sposò un'infermiera, Elise Behrendt, che accettò pienamente la sua omosessualità. Dopo la guerra l'applicazione del Paragrafo 175 intanto declinò lentamente. Il Gemeinschaft der Eigenen, assieme ad altri gruppi, formò un "comitato d'azione" unificato, assieme al gruppo di Magnus Hirschfeld, per formulare una nuova legge.
Nel 1925 al comitato si unirono altri gruppi e venne formato il più ampio "Cartello per la riforma della legge contro i reati sessuali". Nonostante la stesura della bozza di una nuova legge, essa non fu però votata e dopo il 1929, a causa del crescere delle agitazioni naziste, non ci furono più ulteriori possibilità di riforma del Paragrafo 175.
Adolf Brand cessò l'attivismo agli inizi degli anni 1930, a causa delle continue violenze e vessazioni subite da parte dei nazisti, che riuscirono a mettere a tacere "Der Eigene", distrussero il suo lavoro di una vita e lo lasciarono finanziariamente rovinato. Dopo il saccheggio e l'incendio dell'Institut für Sexualwissenschaft inviò una circolare ai suoi seguaci, annunciando la fine del movimento.
Brand e la moglie morirono nel corso di un bombardamento aereo angloamericano durante la seconda guerra mondiale, il 2 febbraio 1945.

## Note

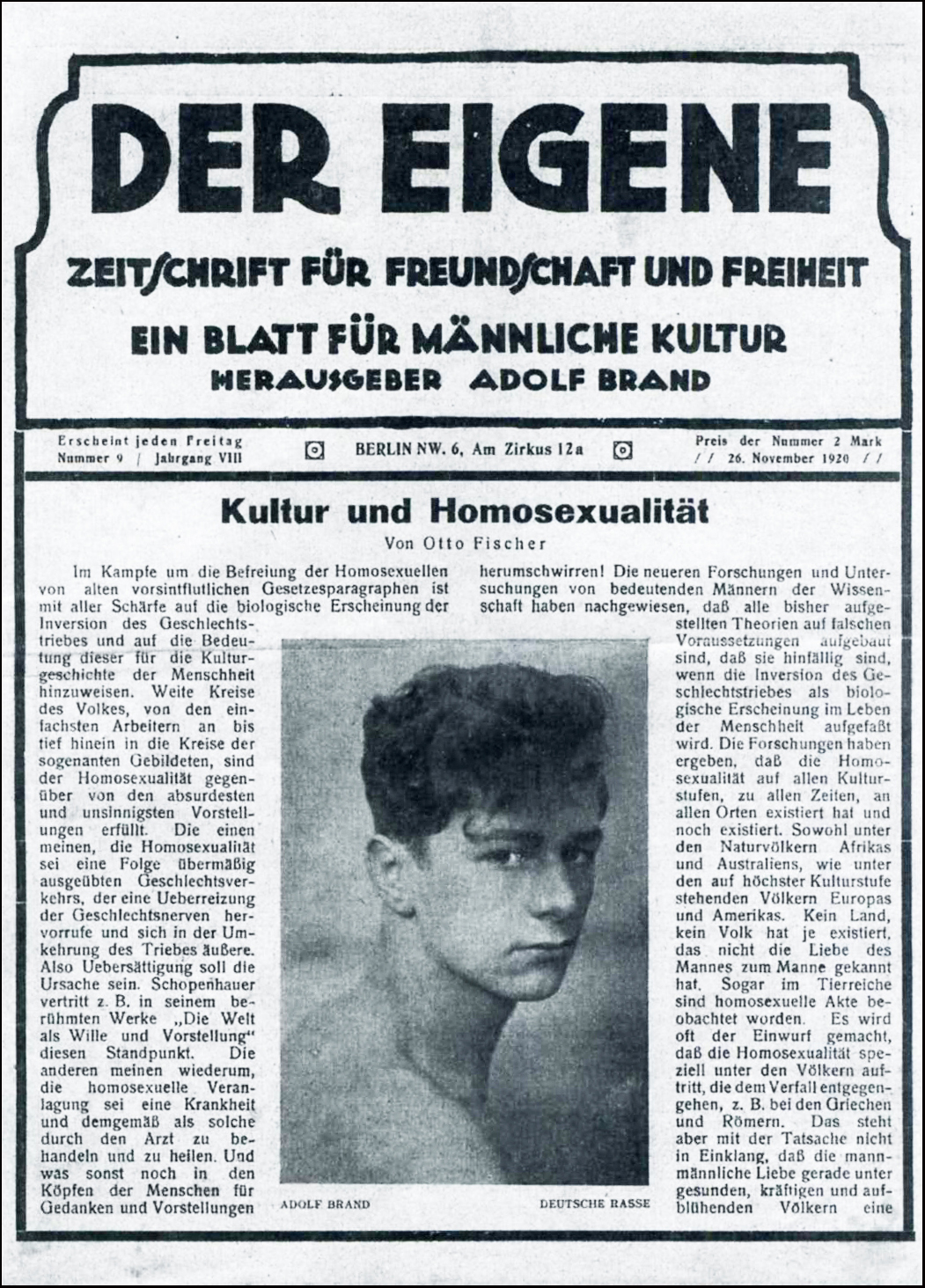
Copertina del 1920, "Kultur und Homosexualitat".